# 베아트리스 틴슬리
베아트리스 뮤리엘 힐 틴슬리(Beatrice Muriel Hill Tinsley, 1941년 1월 27일 ~ 1981년 3월 23일)은 영국 출신의 뉴질랜드 천문학자이자 우주론자로, 은하의 진화에 대한 천문학적 이해에 중요한 역할을 한 연구를 남겼다.

## 생애
그녀는 1941년 잉글랜드 체스터의 베아트리스 뮤리엘 힐에서 세 자매 중 둘째로 출생하였다. 제1차 세계 대전으로 가족을 따라 뉴질랜드로 이민하였는데, 가족들은 초기에 크라이스트처치에 살다가 뉴플리머스에서 오래 머물렀다. 그녀의 아버지는 성직자였고, 도덕 재무장운동가였으며, 후에 시장이 되었다. 그녀는 크라이스트처치에서 수학하던 중 물리학자이며 대학 동창인 브라이언 틴슬리와 결혼하였는데, 이로 인하여 예기치 않게 대학 일을 그만두어야 했다. 틴슬리는 1962년 캔터베리 대학교에서 이학 석사 학위를 취득했다. 그들은 1963년에 미국 텍사스주 댈러스로 이사하였고, 제약은 비슷했다. 1974년, 그녀는 수 년 간 집과 가족과 직장에서의 일을 조절하던 끝에 남편과 두 입양한 아이들을 떠나 예일에서 조교수를 맡게 되었다. 1981년 예일 병원에서 암으로 사망할 때까지 그곳에서 일했으며, 화장한 재는 교정의 무덤에 묻혔다.